# Červená Voda (stacja kolejowa)
Červená Voda – stacja kolejowa w miejscowości Červená Voda, w kraju pardubickim, w Czechach. Znajduje się na wysokości 545 m n.p.m.
Na stacji nie ma możliwości zakupu biletu, a obsługa podróżnych odbywa się w pociągu.

## Linie kolejowe
- 024 Ústí nad Orlicí - Štíty